# Charles FitzRoy-Scudamore
Charles FitzRoy-Scudamore (c. 1713 – 22 août 1782) est un homme politique Britannique qui siège à la Chambre des communes pendant 49 ans, de 1733 à 1782.

## Biographie

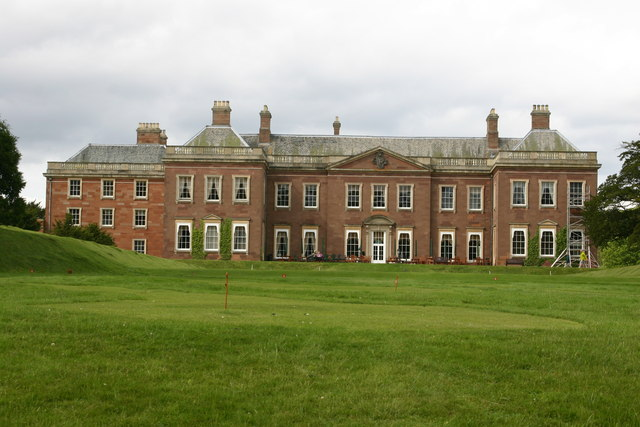
Holme Lacy House

Né Charles FitzRoy, il est le fils illégitime de Charles FitzRoy (2e duc de Grafton) et est éduqué à l'École de Westminster de 1721 à 1730. Il épouse Frances Scudamore (en) en 1744, après son divorce d'Henry Scudamore (3e duc de Beaufort), en 1743. Elle est la seule enfant et héritière de James Scudamore (3e vicomte Scudamore). Elle lui apporte la vicomté Scudamore dont le siège est à Holme Lacy. Fitzroy ajoute Scudamore à son propre nom, le 22 mars 1749.
Il est député de Thetford (1733 à 1754), Hereford (1754 à 1768), Heytesbury (de 1768 à 1774) et de Thetford à nouveau de 1774 à mars 1782. Dans sa quarante-huitième année de service à la Chambre des Communes Britannique, FitzRoy-Scudamore succède à William Aislabie comme Père de la Maison en 1781, mais il est mort un an plus tard.
Son seul enfant, Frances (1750-1820), est la deuxième femme de Charles Howard (11e duc de Norfolk), mais il devient fou et est enfermé pendant de nombreuses années. Après sa mort sans enfants, le domaine de Holme Lacy fait l'objet de longues querelles judiciaires, pour finalement échoir à Henry Scudamore-Stanhope (9e comte de Chesterfield), qui adopte le nom supplémentaire Scudamore.